# Parancistrocerus siamensis
Parancistrocerus siamensis är en stekelart som beskrevs av Gusenleitner 2003. Parancistrocerus siamensis ingår i släktet Parancistrocerus och familjen Eumenidae. Inga underarter finns listade i Catalogue of Life.